# 보리밥나무
보리밥나무(Elaeagnus macrophylla)는 보리수나무과의 덩굴성 늘푸른넓은잎나무이다.
한국·일본·타이완 등에 분포하며, 봄보리수나무·봄보리똥나무라고도 한다. 해안 지대에서 잘 자라며 작은 가지에 은백색 및 연한 갈색의 비늘털이 있다. 잎은 어긋나며 길이 5-10cm, 저비 4-6cm의 원형 또는 난형이다. 양면에 은백색의 비늘털이 있으나 표면은 곧 없어진다. 꽃은 9-10월에 피는데 잎겨드랑이에서 몇 개씩 달리고 꽃잎은 없다. 작은꽃자루는 길이 5-10mm이며 백색과 적갈색의 비늘털이 있다. 열매는 장과로서 길이 15-17mm의 타원형이며 이듬해 4-5월에 빨갛게 익는데 식용한다.